# Passalora koepkei
Passalora koepkei är en svampart som först beskrevs av W. Krüger, och fick sitt nu gällande namn av U. Braun & Crous 2003. Passalora koepkei ingår i släktet Passalora och familjen Mycosphaerellaceae.   Inga underarter finns listade i Catalogue of Life.